# Бернард од Клервоа
Бернард од Клервоа (Фонтен ле Дижон, 1090 — Клерво (опатија), 20. август 1153) био је француски католички ава, цистерцитиски калуђер, мистик и доктор теологије.

## Биографија
Бернард од Клервоа уживао је велико поштовање, те га као активног теолога и верника ортодоксних учења и данас многи у римокатоличкој цркви сматрају једним од последњих светих отаца у западној патристици. У својој 23. години ушао је у бенедиктинску опатију у бургоњском месту Цистерцијум, где се показао као озбиљан, строг и веома марљив.
Запазивши његове способности, активност и убедљивост, црквене власти су га упутиле да оснује више манастира, међу којима је и манастир у месту Клерво по којем је и добио „презиме“.
Године 1115. постао је опат у манастиру Клерво, где студира бенедиктинске регуле манастирског живота, па и сам врши њихову ревизију. Иновације које је унео у манастирски живот брзо су прихваћене и раширене.
Током 1146. и 1147. године, нарочито у Француској и Немачкој, с ентузијазмом је ширио идеје за покретање Другог крсташког рата.
Био је саветник неким папама и краљевима, али и жесток противник све већег броја јеретичких школа. То је и показао на Другом латеранском сабору 1139. године, енергично се супротстављајући овој опасности.
Али као прави хришћанин и разуман прелат, није подлегао нељудској репресији, већ је истицао и лично се залагао за разумно убеђивање јеретика да су на погрешном путу. Није ни помишљао на примену физичке репресије или ликвидације. Проглашен је за свеца, а његово име носе бројне римокатоличке институције, па и универзитет у Саламанки.